# Балканска кухня
Балканска кухня е общото название на националните кухни на страните от Балканския полуостров.
При ранжирането на страните и/или националностите, включени в обхвата на Балканска кухня, се използват различни подходи. Най-обикновения (неутрален), от гледна точка на емпиричност, е подреждането на страните в индекс по азбучен ред и добавянето на „кухня“. Така се получава списък от този вид:
- Албанска кухня
- Кухня на Босна и Херцеговина
- Българска кухня
- Гръцка кухня
- Македонска кухня
- Румънска кухня
- Словенска кухня
- Сръбска кухня
- Турска кухня
- Хърватска кухня
- Черногорска кухня

Напълно неутралния подход не дава представа за различните влияния и „зонираности“ в традициите на близки националности.
Друг подход е, да се групират различни национални кухни според близостта в етногеографски влияниия, отразени при
формирането на етносите. Този подход, обаче е твърде сложен, а понякога предизвиква брожения относно „политическа коректност“ и
различия в представите за „традиционализъм“ у народи в иначе идентични (или много облизки) традиции.
Въпреки това, един логически аргументиран подход би дал такъв вид ранжиране:
- Балкански кухни
  - Българска и Македонска:
    - Българска кухня
    - Македонска (или Северномакедонска /?/) кухня
    - Бесарабска Българска кухня

  - Сърбохърватска кухня
    - Сръбска кухня
    - Черногорска кухня
    - Хърватска кухня
    - Кухня на Босна и Херцеговина
    - Косовска кухня на Сърбохърватското население

  - Словенска и Банатска:
    - Словенска кухня
    - Банатска Българска кухня

- Балкански, Латиноподобни кухни
  - Румънска и Молдовска:
    - Румънска кухня
    - Молдовска кухня
    - Секейска кухня (Кухня на секеите /унгарски етнос/ в Румъния)

  - Албанска, Косовска и Северомакедонска Албанска кухня
    - Албанска кухня
    - Косовска кухня на Албанското население
    - Косовска кухня на Албанците от Република Северна Македония /?/

- Балкански, но Средиземноморски и Предориенталски Кухни
  - Турска, Севернокипърска и други Кухни на Тюркоезични народи:
    - Турска кухня
    - Севернокипърска кухня
    - Кухня на тускоезичното население в България и Гърция
    - Кухня на турскоезичното население в страните от бивша Югославия
    - Кухня на Помаците (Българи с Турско вероизповедание и традиции)и Гагаузите (туркоговорещи българи)
    - Кухня на Азерите (Азърбайджанци, извън Азърбайджан) и Азърбайджанска кухння

  - Гръцка и Кипърска кухни:
    - Гръцка кухня
    - Кипърска кухня

- Ориенталска и Близкоизточна Кухня на Балканските Роми и други миноритарни етноси на Баланите
  - Ромска (или Циганска) Кухня и нейните прилики с Балканската кухня:
    - Кухни на Южнославянски роми
    - Кухни на Румънските и Молдовски роми
    - Кухни на Албанските и Косов/ар/ските роми
    - Кухни на Гръцките и Кипърски роми

  - Арменска и Грузинска Кухня и нейни влияния в (или свързани с) Балканската кухня:
    - Арменска традиционна кухня (очевидно, небалканската Арменска кухня, но Черноморска и Близка до Балканската)
    - Арменска кухня на Арменското население на Балканите
    - Грузинска Кухня (същинската Грузинска Кухня, която също не е Балканска, но както Арменската е Черноморска)

  - Близкоизточни кухни и техни влияния в традициите на Балканската кухня
    - Арабска кухня и влиянията ѝ на Балканите
    - Еврейска Кухня (Кухня от Израел, и типична Близкоизточна кухня)

Исторически обективизирани влияния (от несъществуващи вече държави и империи):
- Прабългарска кухня
- Византийска кухня
- Отоманска кухня